# Praporni gospod
Praporni gospod, (nemško:Bannerherr tudi Banier- ali Panierherr ali švicarsko Venner, označuje praporščak, tj. urad zastavonosečega praporščaka ali vojaškega kontingenta, ki vodi suličarje.

## Zgodovina
Praporni gospod ali Panner gospod, iz poimenovanja na bojnem polju, izpeljanka iz praporja oz panier, torej tudi Banier- ali Panierherr (iz baniere ali banier = Panier), v Italiji alfiere ali banderale, v Franciji banneret ali bandelier, v Španiji alférez, lat.Vexillarius, ter Venner v Švici (včasih ga še vedno najdemo pri skavtih kot nosilca zastave, vendar je uradno opuščena ta funkcija), označuje funkcijo zastavonosilca, zastavnika, praporščaka, pa tudi dajatev, za mestne redarje - suličarje, mestno milica, ki jo tvorijo meščani ali mestni vojaki z določenim številom oboroženih mož. Kot vojskovodja je bil zastavonoša lokalne oblasti, ki je vodil tak vod, pogosto tudi fevdalec. Zato tudi baron izhaja iz prapornih gospodov.

## Venner (Švica)
V nemško govoreči Švici se je zastavonoša imenovala Venner. V mestih je imel venner službo mestnega intendanta ali mojstra četrti določenega mesta, zadolženega za inšpekcijo orožja, pobiranje davkov, nadzor nad trgom in požarno stražo. V Bernu so obrti Pfister (pek), kovač, mesar in usnjar predstavljale štiri Stadtvennerje . Vennerska obrt je bila v srednjem veku razdeljena na več prostorov oziroma društev (npr. B. Oberpfistern in Niederpfistern). V zgodnjem novem veku (do leta 1798) je naslednje dejavnosti zagotavljal Venner: Pfistern, Schmieden, Metzgern, Ober-Gerwern in Mittellöwen (obe skupaj). V 14. in 15. stoletju je nekaj družin imelo pisarno Venner: Muleren, Wattenwyl (Pfistern), Hetzel, Spilmann, Schopfer, Dittlinger in Achshalm (kovači), Kuttler, Simon in Tschachtlan (mesarji) ter Brüggler (Gerwern). ). Štirje Vennerji, ki jim je predsedoval Seckelmeister, so ustanovili Vennerkammer. Kip Vennerja krasi Vennerbrunnen na Rathausplatz v Bernu.
Do nedavnega se je ime Venner uporabljalo v švicarskem skavtskem gibanju, kjer je vodja patrulje (Fähnliführer) Venner oz. njegov namestnik se je imenoval Jungvenner ali Hilfsvenner. Danes je izraz nadomeščen z Leitpfadi.

## Praporni gospod (Nizozemska)
Plemiške družine, ki so tam nosile naziv Bannerheer, so bile zaradi starejšega izvora na čelu viteških redov. Ker so viteški red sestavljali plemiški svobodnjaki in ministeriali, so se stare družine z veliko svobodno alodialno posestjo začele združevati od 14./15. stoletju kot praporščaki (baenrots ali bannerets) znotraj viteškega reda, da bi se razlikovali od "povzpetnikov".
V vojvodini Gelders, območju, ki je bilo prvotno razdeljeno na fevdalna gospostva in ozemlja, je cesar Karel V. ustvaril štiri četrti (Viteštvo (Ridderschap) Veluwe, Viteštvo Nijmegen, Viteštvo Roermond in Viteštvo Zutphen). Gelderski praporni gospodje, ki so predstavljali ločeno telo, so ustanovili neodvisen kolegij. V Gelderlandu so člani Viteštva po letu 1584 postali skupaj s prapornimi gospodi Generalna skupščina stanov. Znotraj grofije Zutphen so obstajale štiri "praporščine": praporno gospostvo 's- Heerenberg, praporno gospostvo Bronckhorst, praporno gospostvo Wisch in praporno gospostvo Baer (Grad Baer v Bahru pri Zevenaarju).
V Holandiji so imeli Wassenaarski naziv prapornih gospodov Wassenaarskih.

## Spletne povezave
- François de Capitani, Hervé de Weck: Bannerherr [Venner]. In: Historisches Lexikon der Schweiz.
- Liste der Berner Venner von 1290 bis 1731 in: Johann Rudolf Gruner, Deliciae urbis Bernae : Merckwürdigkeiten der hochlöbl. Stadt Bern. Aus mehrenteils ungedruckten authentischen Schrifften zusammen getragen, Zürich 1732, S. 44–56.